# Salvelinus albus
Salvelinus albus es una especie de pez de la familia Salmonidae en el orden de los Salmoniformes.

## Hábitat
Vive en zonas de aguas  templadas entre 0-50 m de profundidad.

## Distribución geográfica
Se encuentra en Rusia.